# Vierzig Hadithe (an-Nawawī)

Vierzig Hadithe des Imam Nawawi

Die Vierzig Hadithe oder 40 Hadithe des Imam Nawawi (Arabisch: al-arbaʿīn al-nawawiyyah) sind eine Sammlung von 42 Hadithen, deren Großteil von den beiden kanonischen Überlieferern Muslim Hadschadsch und Buchari stammt. Aufgrund ihres holistischen Charakters, der große Teile des Islams abdeckt, erfreut sich die Sammlung großer Beliebtheit. Es war besonderes Ziel des Autors, nur solche Hadithe zu wählen, die einen fundamentalen Aspekt der Religion (qāʿida ʿaẓīma) abdecken. Der häufige Rückgriff auf Muslim und Buchari erklärt sich dadurch, dass bei den beiden Autoren ausschließlich ṣaḥīḥ oder zuverlässige Hadithe erfasst werden.

## Übersetzungen
- Marco Schöller, Das Buch der Vierzig Hadithe – mit dem Kommentar von Ibn Daqīq al-ʿId, Insel-Verlag, Frankfurt a. M. 2007, ISBN 978-3-458-70006-7.